# Régiment de Salm-Salm
Pour les articles homonymes, voir régiment de Furstemberg, régiment de Greder, régiment de Saxe et régiment de Sparre.
Le régiment de Salm-Salm est un régiment d’infanterie allemand au service du royaume de France depuis 1670 devenu 62e régiment d'infanterie de ligne lors de la réorganisation des corps d'infanterie français de 1791.

## Création et différentes dénominations
- 27 mars 1670 : admission du régiment de Furstemberg dans l’armée royale.
- 3 septembre 1686 : renommé régiment de Greder.
- 18 juillet 1716 : renommé régiment de Sparre.
- 7 août 1720 : renommé régiment de Saxe.
- 5 janvier 1751 : renommé régiment de Bentheim.
- 10 mars 1759 : renommé régiment d’Anhalt.
- 13 mars 1783 : renommé régiment de Salm-Salm.
- 1er janvier 1791 : renommé 62e régiment d'infanterie de ligne.

D'après l'ordonnance de 1783, le quart de l'effectif devait se composer de recrues de la Lorraine thioise et de la province d'Alsace.

## Équipement

### Drapeaux
Seize drapeaux, dont un blanc colonel, « semé de fleurs de lys d’or couronnées, & 2 palmes d’or au milieu de chacun, avec un Soleil éclairant un Monde, & ces mots, Nec pluribus impar », et 15 drapeaux d’ordonnance, « fonds bleux, 3 fleurs de lys d’or couronnées, & 2 palmes d’or au milieu de chacun, & une petite bordure blanche, & une grande par carreaux verts, blancs & rouges autour ».

Drapeaux colonel et d’ordonnance
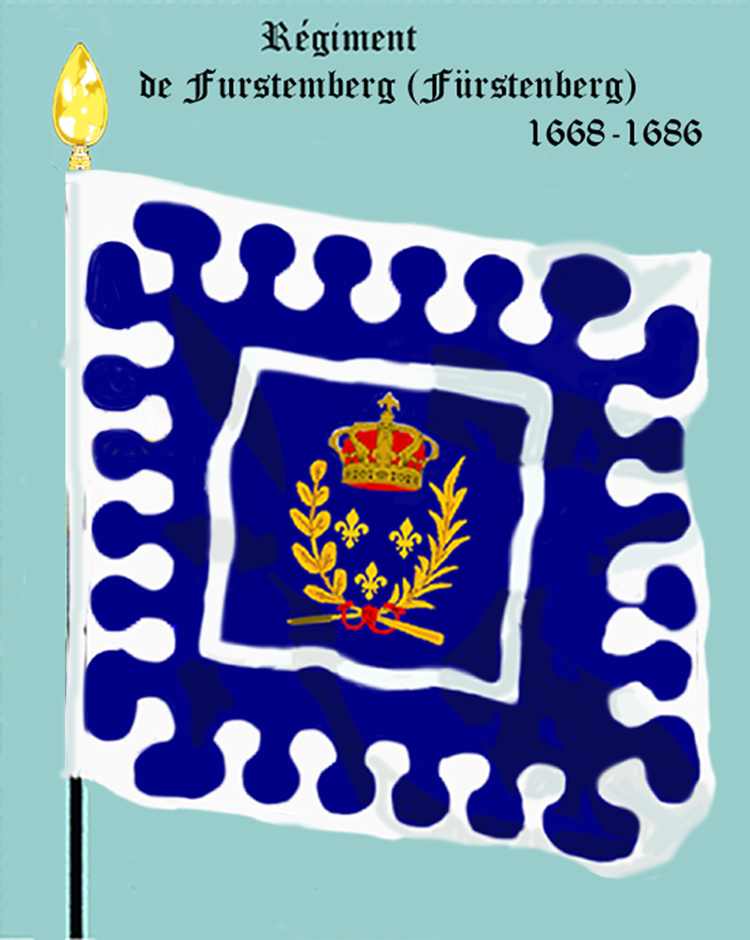
régiment de Furstemberg de 1670 à 1686
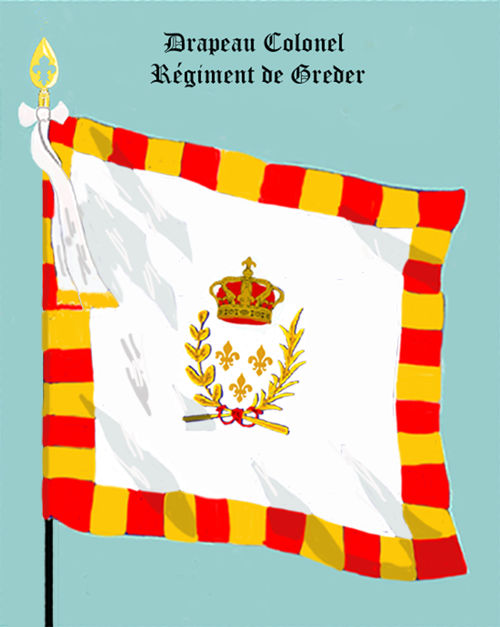
drapeau Colonel du régiment de Greder
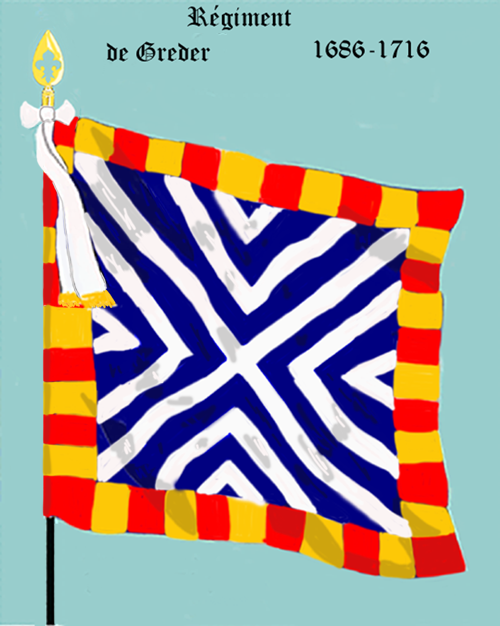
régiment de Greder de 1686 à 1716, 1er modèle
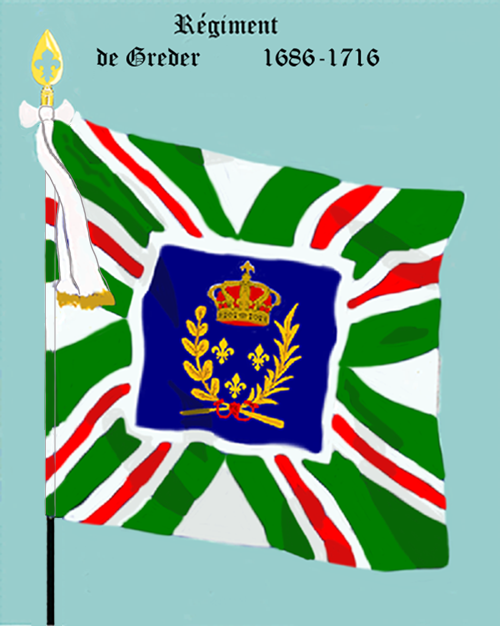
régiment de Greder de 1686 à 1716, 2e modèle
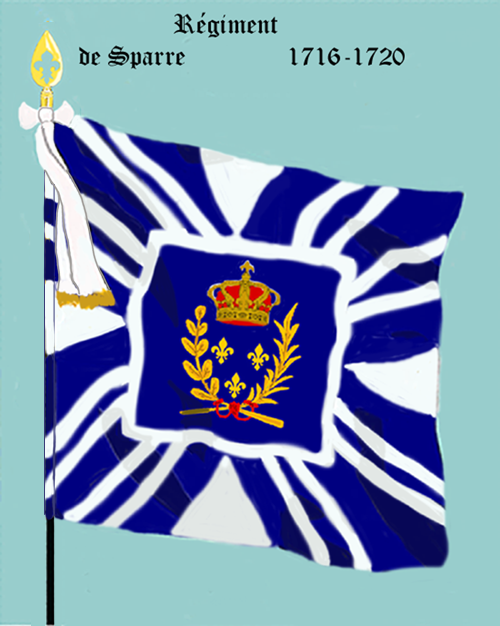
régiment de Sparre de 1716 à 1720

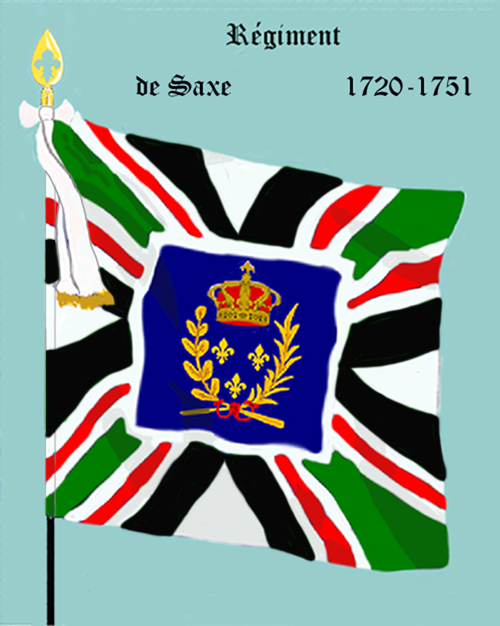
régiment de Saxe de 1720 à 1751
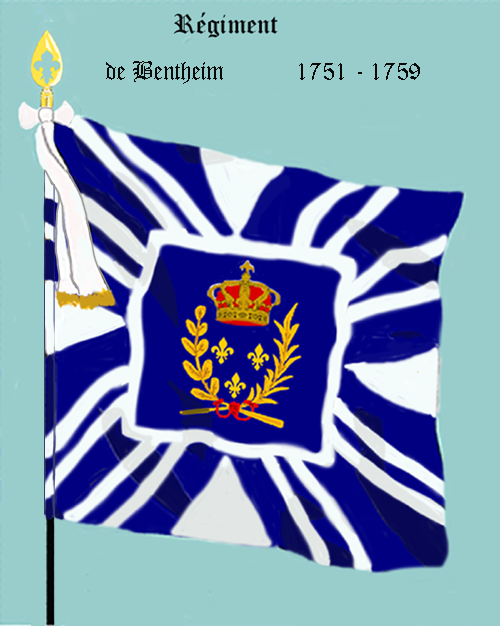
régiment de Bentheim de 1751 à 1759
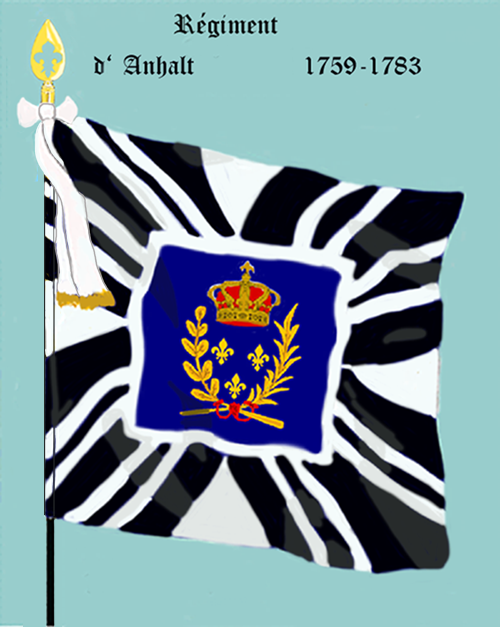
régiment d’Anhalt de 1759 à 1783
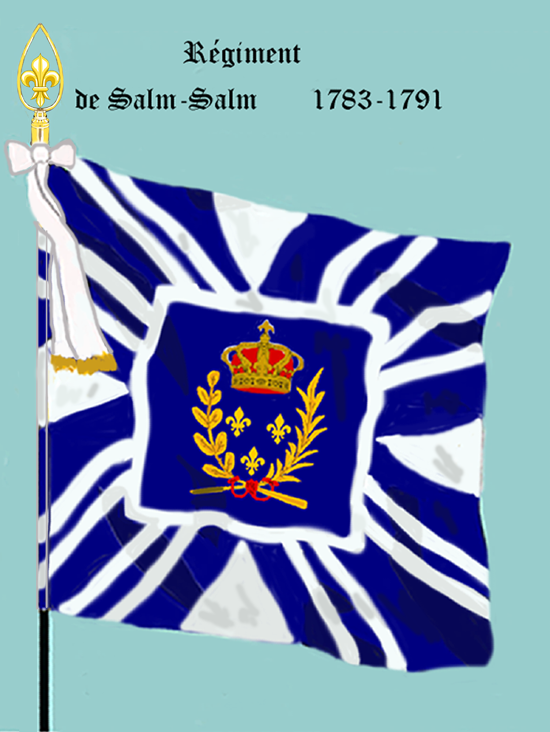
régiment de Salm-Salm de 1783 à 1791

### Habillement

Uniformes
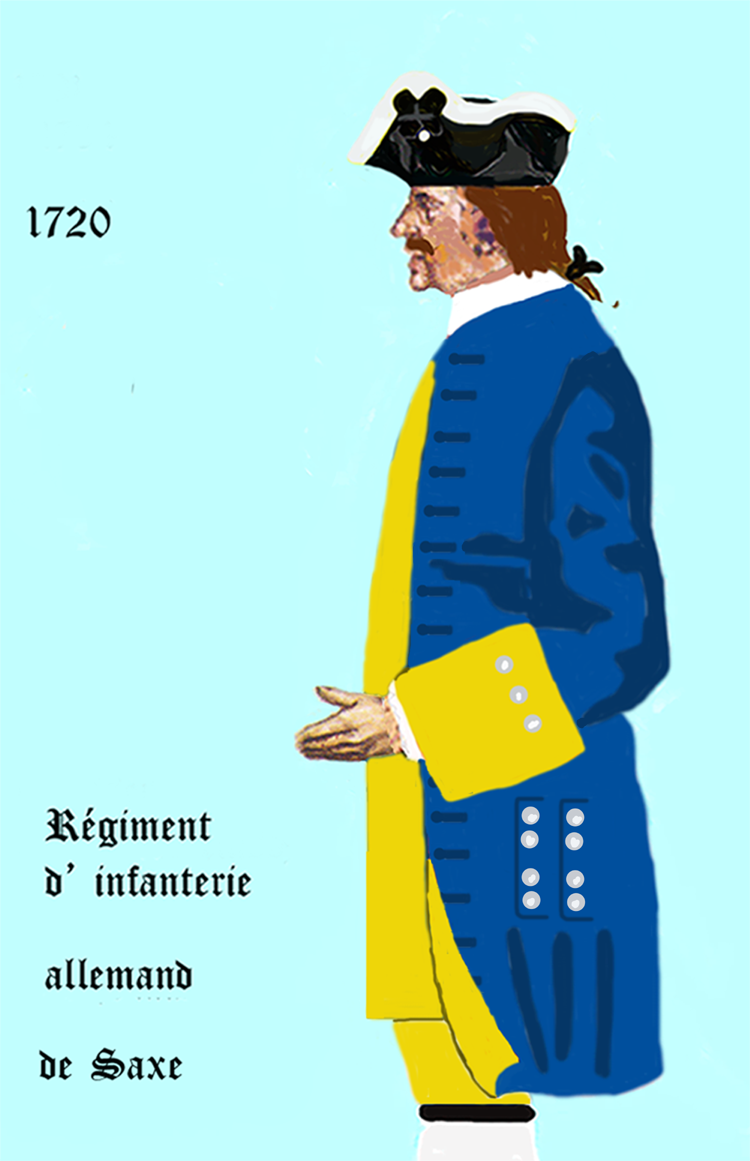
régiment de Saxe de 1720 à 1734
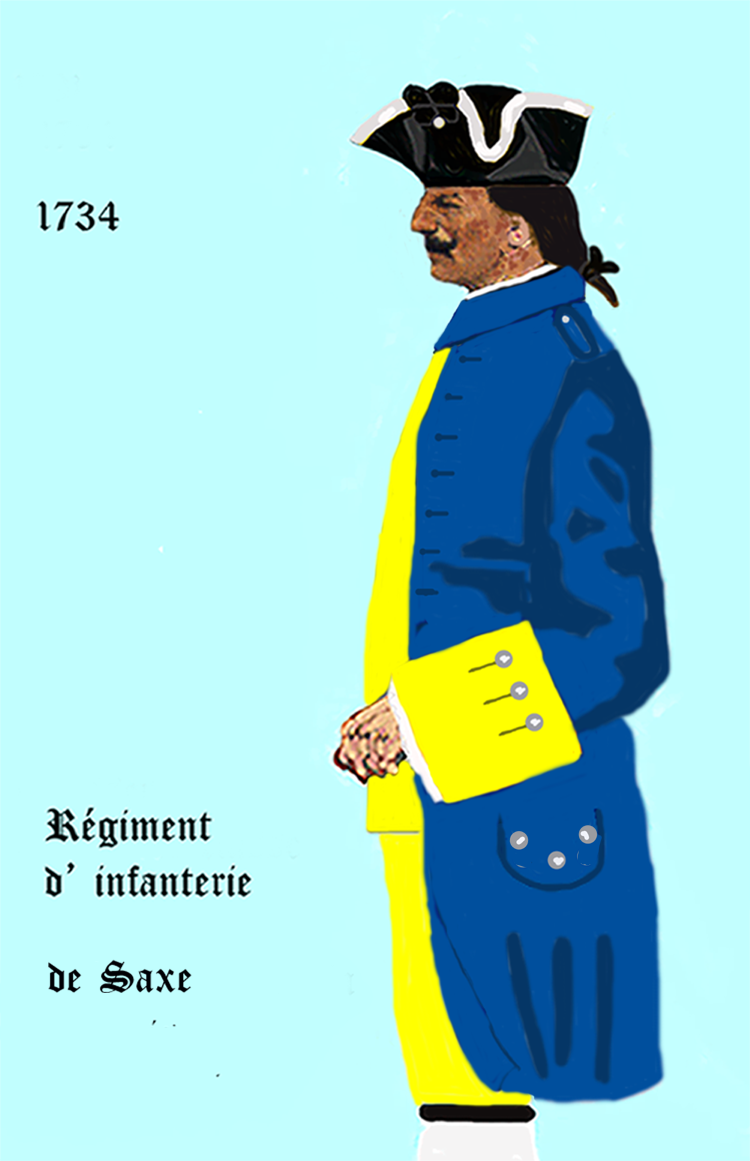
de 1734 à 1762
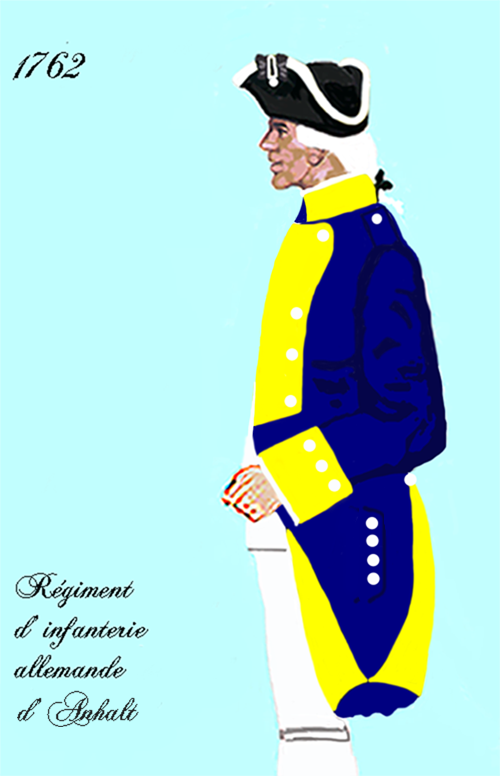
régiment d’Anhalt de 1762 à 1776
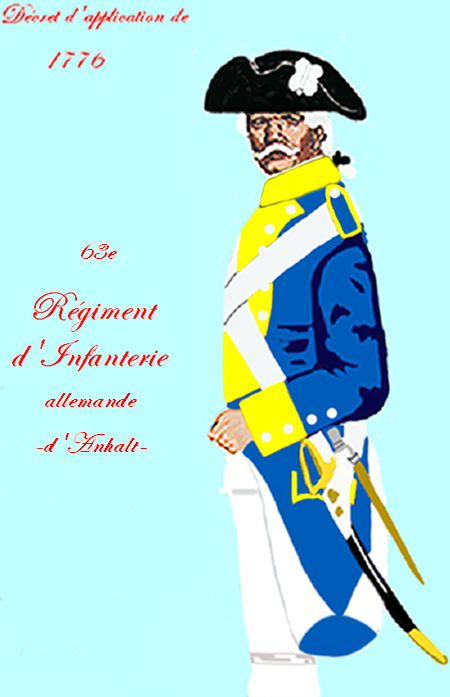
de 1776 à 1791
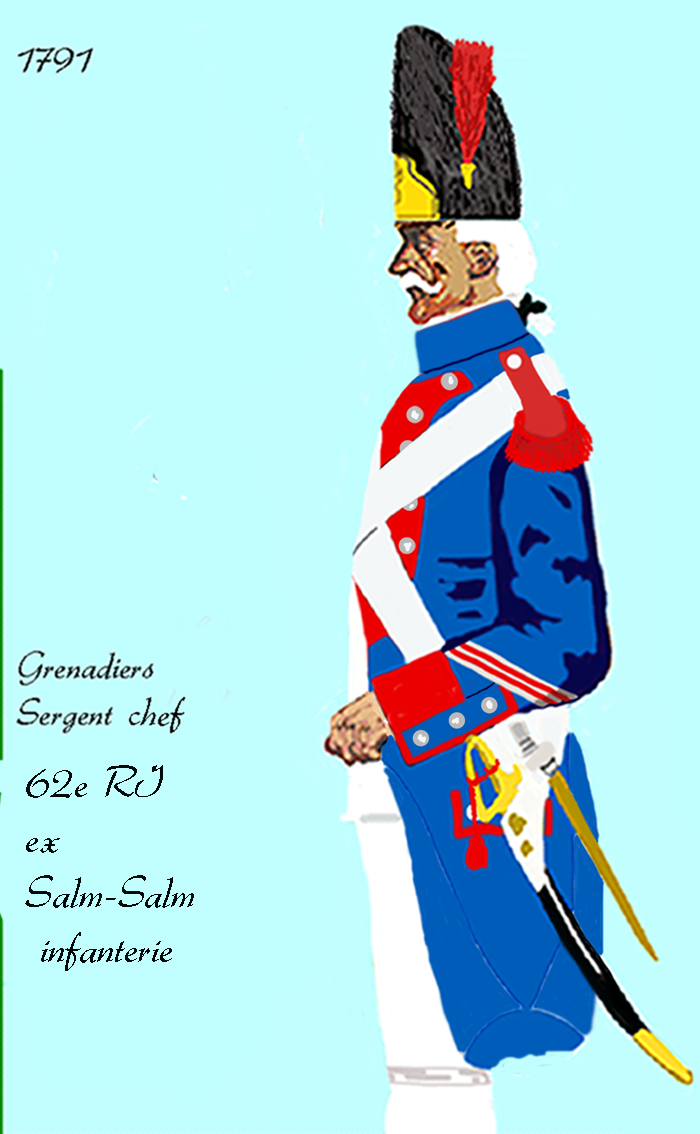
grenadier du 62e régiment d’infanterie de ligne de 1791 à 1795

## Historique

### Colonels et mestres de camp
- 2 février 1668 : prince Guillaume Egon de Fürstemberg

- 27 mars 1670 : Ferdinand, comte de Furstemberg
- 31 août 1682 : Ferdinand Maximilien Gaëtan Joseph Egon, comte de Furstemberg, neveu du précédent, brigadier le 22 octobre 1688, † 5 mai 1696
- 3 septembre 1686 : François Laurent Greder, brigadier le 25 avril 1691, maréchal de camp le 3 janvier 1696, lieutenant-général des armées du Roi le 26 octobre 1704, † 16 juillet 1716
- 18 juillet 1716 : Charles Magnus Toffeta, baron de Sparre, brigadier le 7 août 1720, † 14 janvier 1754
- 7 août 1720 : Arminius Maurice, comte de Saxe, maréchal de camp le 7 août 1720, lieutenant général le 1er août 1734, maréchal de France le 26 mars 1744, maréchal général des camps et armées du Roi le 12 janvier 1747, † 30 novembre 1750
- 5 janvier 1751 : Frédéric Charles, comte de Bentheim
- 10 mars 1759 : Frédéric Hermann, prince d’Anhalt-Coëthen, brigadier le 10 février 1759, déclaré maréchal de camp en décembre 1761 par brevet expédié le 20 février
- 26 décembre 1768 : Georges Ernst de Sayn, comte Wittgenstein-Berlenbourg, brigadier le 3 janvier 1770, maréchal de camp le 1er mars 1780, et lieutenant-général le 18 juillet 1791.
- 13 mars 1783 : Emmanuel Henri Nicolas, prince de Salm-Salm
- 25 juillet 1791 : Louis Dominique de Munnier, né le 17 décembre 1734, maréchal de camp le 7 septembre 1792, lieutenant général le 28 octobre 1792
- 26 octobre 1792 : Ernest, baron de Ruttemberg, né le 25 janvier 1748, maréchal de camp le 8 mars 1793
- 8 mars 1793 : Louis Chevalleau de Boisragon

### Campagnes et batailles
10 juillet 1760 : Bataille de Corbach
Le 62e régiment d’infanterie de ligne a fait les campagnes de 1792 à 1794 à l’armée du Nord.

### Quartiers
- 1735 : Marsal
- Calais[2]